# Kroatië op het Eurovisiesongfestival
Kroatië doet als onafhankelijk land sinds 1993 mee aan het Eurovisiesongfestival.

## Geschiedenis
Kroatië begon zijn loopbaan op het Eurovisiesongfestival in feite al als onderdeel van de republiek Joegoslavië, dat tussen 1961 en 1992 27 keer aan het Eurovisiesongfestival deelnam. De meeste Joegoslavische inzendingen kwamen uit Kroatië, waaronder de band Riva, die in 1989 het Eurovisiesongfestival wist te winnen. Het jaar daarop werd het Eurovisiesongfestival daarom ook niet gehouden in de federale hoofdstad Belgrado, maar in de Kroatische hoofdstad Zagreb.
Na het uiteenvallen van Joegoslavië in 1992 gingen de verschillende voormalige deelstaten ook op het Eurovisiesongfestival onafhankelijk van elkaar verder. Kroatië maakte zijn debuut in 1993, samen met Bosnië en Herzegovina en Slovenië. Het land is sinds dat jaar bijna ieder jaar op het Eurovisiesongfestival vertegenwoordigd geweest. Van de landen die tot Joegoslavië behoorden, behaalde Kroatië in de eerste jaren de beste resultaten. Tussen 1995 en 2001 werd, met één uitzondering, telkens de top 10 behaald. De beste prestaties boekten de Kroaten in 1996 en 1999, toen het land vierde werd. 
In 2004 werd op het songfestival de halve finale ingevoerd. Kroatië wist zich in 2004 en 2005 twee jaar op rij te kwalificeren voor de finale, maar eindigde daar vervolgens in de middenmoot. De elfde plaats die werd behaald in 2005 was evenwel genoeg om zich direct te kwalificeren voor de finale van 2006, omdat Servië en Montenegro zich had teruggetrokken.
Vanaf 2007 nam het succes van Kroatië af: in dat jaar werd voor het eerst de finale niet gehaald. In 2008 stootten de Kroaten wel door naar de finale, maar eindigden daarin slechts op de 21ste plaats. In 2009 werd de finale weer gehaald, maar niet met overtuiging. Het duo Igor Cukrov & Andrea Šušnjara eindigden als dertiende tijdens de halve finale, maar werden ten koste van Servië door de jury aangeduid als finalist. Vanaf 2010 werd de finale viermaal op rij niet gehaald. 
Wegens financiële problemen en de tegenvallende resultaten in de jaren ervoor, besloot de Kroatische omroep in 2014 geen kandidaat naar het songfestival af te vaardigen. Ook in 2015 nam Kroatië niet deel aan het evenement, maar in 2016 keerde het land terug. Nina Kraljić loodste de Kroaten voor het eerst sinds 2009 naar de finale. Daarin werd ze 23ste. In 2017 kon Jacques Houdek opnieuw een finaleplaats bemachtigen en eindigde er net in de eerste helft, op de 13de plaats. In 2018, 2019, 2021 en 2022 verging het Kroatië weer minder: respectievelijk Franka Batelić (met het nummer Crazy), Roko (met het mede door Jacques Houdek geschreven The dream), Albina (met Tick-tock) en Mia Dimšić (met Guilty pleasure) haalden de finale niet. De laatste paar jaar ging het echter weer beter voor Kroatië. In 2023 kwam de opvallende act van Let 3 met Mama ŠČ! tot de 13de plaats. In 2024 wist Baby Lasagna met Rim tim tagi dim zelfs de top 3 te bereiken met de tweede plaats, de beste score voor Kroatië tot nu toe. 
De Kroatische inzending voor het Eurovisiesongfestival wordt regelmatig geselecteerd via een nationale finale genaamd Dora.

## Kroatische deelnames
| Jaar | Artiest                           | Titel                   | Fin. | Ptn. | Semi | Ptn. | Taal                |
| ---- | --------------------------------- | ----------------------- | ---- | ---- | ---- | ---- | ------------------- |
| 1993 | Put                               | Don't ever cry          | 15   | 33   |      |      | Kroatisch en Engels |
| 1994 | Tony Cetinski                     | Nek' ti bude ljubav sva | 16   | 27   |      |      | Kroatisch           |
| 1995 | Magazin & Lidija                  | Nostalgija              | 6    | 91   |      |      | Kroatisch           |
| 1996 | Maja Blagdan                      | Sveta ljubav            | 4    | 98   |      |      | Kroatisch           |
| 1997 | ENI                               | Probudi me              | 17   | 24   |      |      | Kroatisch           |
| 1998 | Danijela                          | Neka mi ne svane        | 5    | 131  |      |      | Kroatisch           |
| 1999 | Doris Dragović                    | Marija Magdalena        | 4    | 118  |      |      | Kroatisch           |
| 2000 | Goran Karan                       | Kada zaspu anđeli       | 9    | 70   |      |      | Kroatisch           |
| 2001 | Vanna                             | Strings of my heart     | 10   | 42   |      |      | Engels              |
| 2002 | Vesna Pisarović                   | Everything I want       | 11   | 44   |      |      | Engels              |
| 2003 | Claudia Beni                      | Više nisam tvoja        | 15   | 29   |      |      | Kroatisch en Engels |
| 2004 | Ivan Mikulić                      | You are the only one    | 13   | 50   | 9    | 72   | Engels              |
| 2005 | Boris Novković                    | Vukovi umiru sami       | 11   | 115  | 4    | 169  | Kroatisch           |
| 2006 | Severina                          | Moja štikla             | 12   | 56   | X    | X    | Kroatisch           |
| 2007 | Dragonfly feat. Dado Topić        | Vjerujem u ljubav       | X    | X    | 16   | 54   | Kroatisch en Engels |
| 2008 | Kraljevi Ulice & 75 Cents         | Romanca                 | 21   | 44   | 4    | 112  | Kroatisch           |
| 2009 | Igor Cukrov feat. Andrea Šušnjara | Lijepa Tena             | 18   | 45   | 13   | 33   | Kroatisch           |
| 2010 | Feminnem                          | Lako je sve             | X    | X    | 13   | 33   | Kroatisch           |
| 2011 | Daria Kinzer                      | Celebrate               | X    | X    | 15   | 41   | Engels              |
| 2012 | Nina Badrić                       | Nebo                    | X    | X    | 12   | 42   | Kroatisch           |
| 2013 | Klapa s Mora                      | Mižerja                 | X    | X    | 13   | 38   | Kroatisch           |
| 2016 | Nina Kraljić                      | Lighthouse              | 23   | 73   | 10   | 133  | Engels              |
| 2017 | Jacques Houdek                    | My friend               | 13   | 128  | 8    | 141  | Engels en Italiaans |
| 2018 | Franka Batelić                    | Crazy                   | X    | X    | 17   | 63   | Engels              |
| 2019 | Roko                              | The dream               | X    | X    | 14   | 64   | Engels en Kroatisch |
| 2021 | Albina                            | Tick-tock               | X    | X    | 11   | 110  | Engels en Kroatisch |
| 2022 | Mia Dimšić                        | Guilty pleasure         | X    | X    | 11   | 75   | Engels en Kroatisch |
| 2023 | Let 3                             | Mama ŠČ!                | 13   | 123  | 8    | 76   | Kroatisch           |
| 2024 | Baby Lasagna                      | Rim tim tagi dim        | 2    | 547  | 1    | 177  | Engels              |
| 2025 | Marko Bošnjak                     | Poison cake             | X    | X    | 12   | 28   | Engels              |

| Kleur | Betekenis      |
| ----- | -------------- |
|       | Eerste plaats  |
|       | Tweede plaats  |
|       | Derde plaats   |
|       | Laatste plaats |
|       | Gastland       |

## Punten
Beslaat de jaren 1993-2025. Punten uit halve finales zijn in deze tabellen niet meegerekend.
| Plaats | Land                  | Punten |
| ------ | --------------------- | ------ |
| 1      | Servië                | 157    |
| 2      | Italië                | 147    |
| 3      | Bosnië en Herzegovina | 144    |
| 4      | Slovenië              | 118    |
| 5      | Oekraïne              | 96     |

| Plaats | Land                  | Punten |
| ------ | --------------------- | ------ |
| 1      | Slovenië              | 155    |
| 2      | Bosnië en Herzegovina | 115    |
| 3      | Malta                 | 91     |
| 4      | Noord-Macedonië       | 77     |
| 5      | Oostenrijk            | 76     |

### Twaalf punten gegeven aan Kroatië
| Aantal | Land                  | Wanneer                                          |
| ------ | --------------------- | ------------------------------------------------ |
| 7      | Slovenië              | 1995, 1998, 1999, 2002, 2005, 2017 (t), 2024 (t) |
| 3      | Bosnië en Herzegovina | 2005, 2006, 2009                                 |
| 2      | Servië                | 2024 (j+t)                                       |
| 2      | Spanje                | 1995, 1999                                       |
| 1      | Albanië               | 2024 (t)                                         |
| 1      | Azerbeidzjan          | 2024 (t)                                         |
| 1      | Cyprus                | 2024 (j)                                         |
| 1      | Denemarken            | 2024 (t)                                         |
| 1      | Ierland               | 2024 (t)                                         |
| 1      | IJsland               | 2024 (t)                                         |
| 1      | Noord-Macedonië       | 1998                                             |
| 1      | Malta                 | 1995                                             |
| 1      | Montenegro            | 2017 (t)                                         |
| 1      | Noorwegen             | 2024 (t)                                         |
| 1      | Oostenrijk            | 2024 (t)                                         |
| 1      | Slowakije             | 1994                                             |

(j) = vakjury; (t) = televoting

### Twaalf punten gegeven door Kroatië
(Vetgedrukte landen waren ook de winnaar van dat jaar.)
| Jaar | Land                | Jaar | Land                  | Jaar | Land                     | Jaar | Land                    |
| ---- | ------------------- | ---- | --------------------- | ---- | ------------------------ | ---- | ----------------------- |
| 1993 | Noorwegen           | 2001 | Denemarken            | 2009 | Bosnië en Herzegovina    | 2017 | Hongarije (j+t)         |
| 1994 | Ierland             | 2002 | Malta                 | 2010 | Turkije                  | 2018 | Litouwen (j) Servië (t) |
| 1995 | Malta               | 2003 | Rusland               | 2011 | Slovenië                 | 2019 | Italië (j+t)            |
| 1996 | Malta               | 2004 | Servië en Montenegro  | 2012 | Servië                   | 2021 | Italië (j) Servië (t)   |
| 1997 | Verenigd Koninkrijk | 2005 | Servië en Montenegro  | 2013 | Oekraïne                 | 2022 | Servië (j+t)            |
| 1998 | Verenigd Koninkrijk | 2006 | Bosnië en Herzegovina | 2014 | Geen deelname            | 2023 | Italië (j) Slovenië (t) |
| 1999 | Slovenië            | 2007 | Servië                | 2015 | Geen deelname            | 2024 | Portugal (j) Servië (t) |
| 2000 | Rusland             | 2008 | Bosnië en Herzegovina | 2016 | Australië (j) Servië (t) | 2025 | Italië (j) Estland (t)  |

(j) = vakjury; (t) = televoting

## Fotogalerij

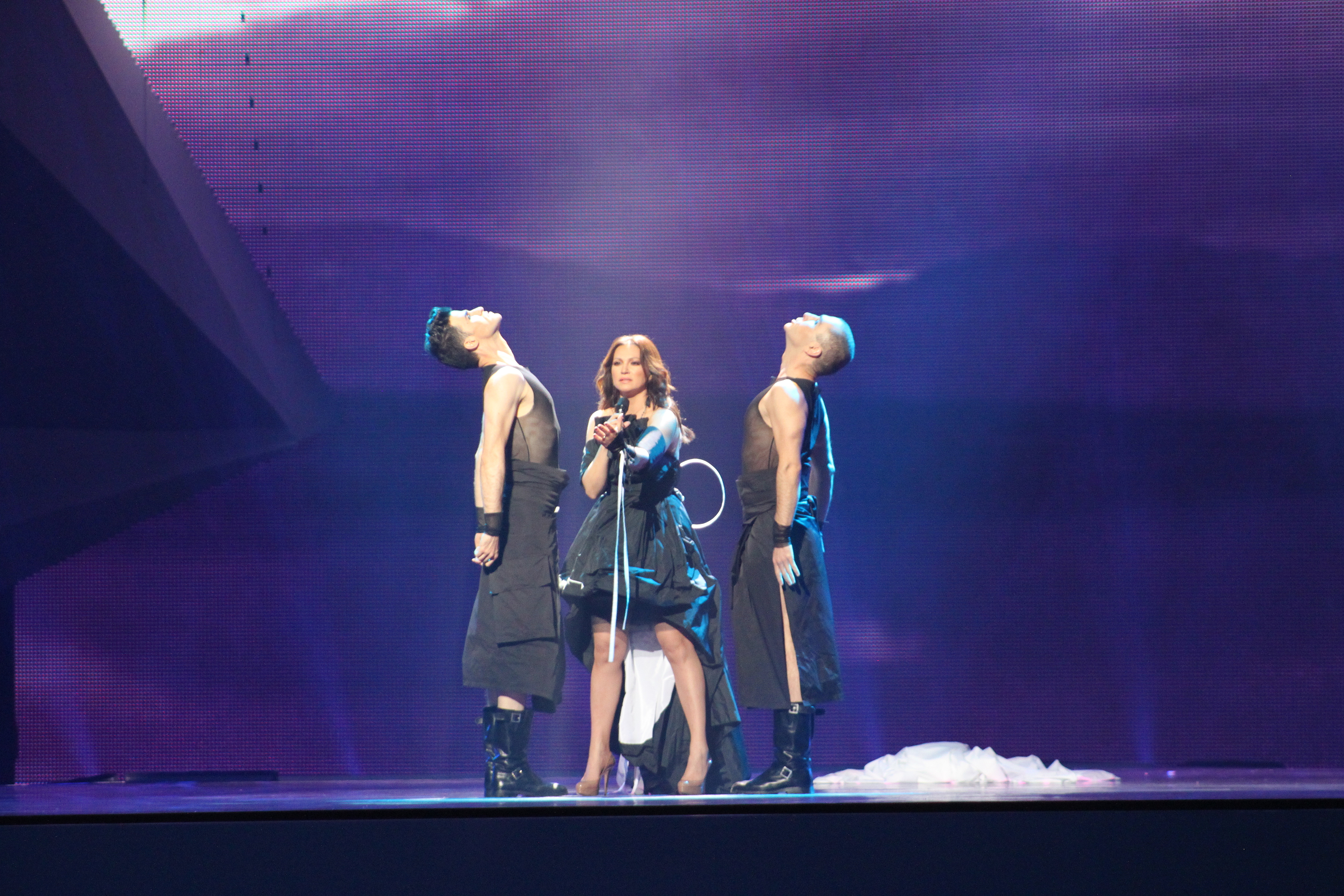
Nina Badrić in Bakoe (2012)
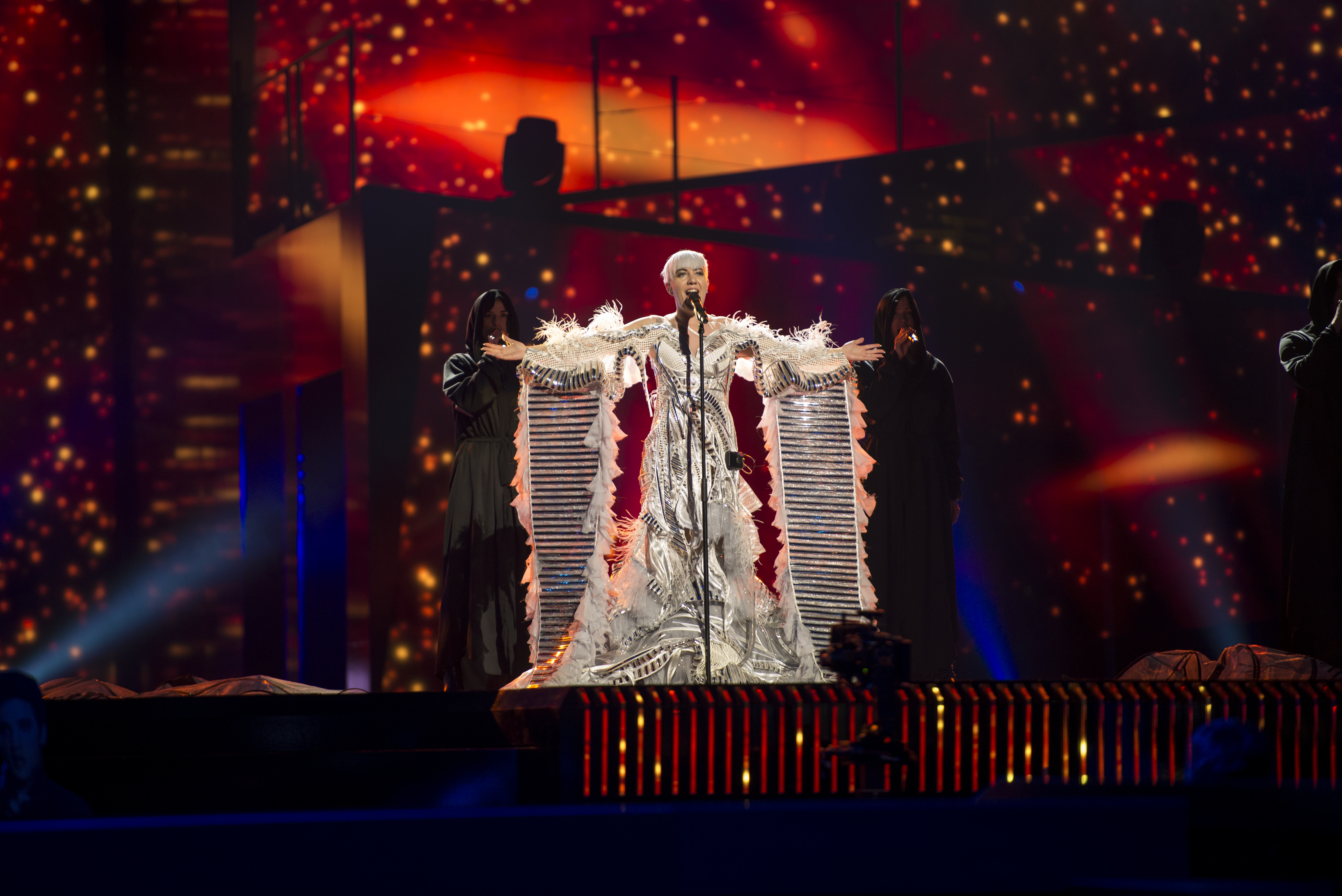
Nina Kraljić in Stockholm (2016)
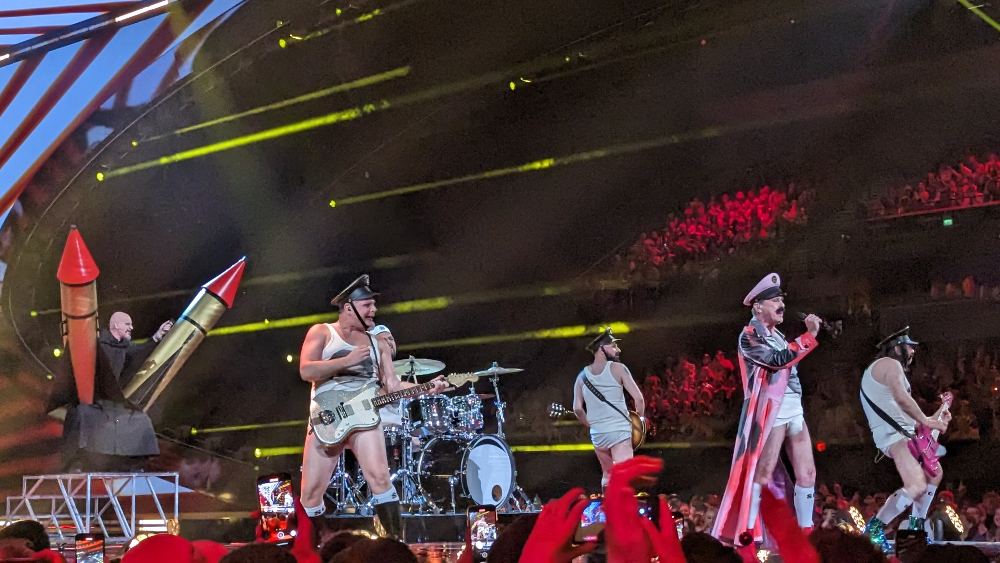
Let 3 in Liverpool (2023)
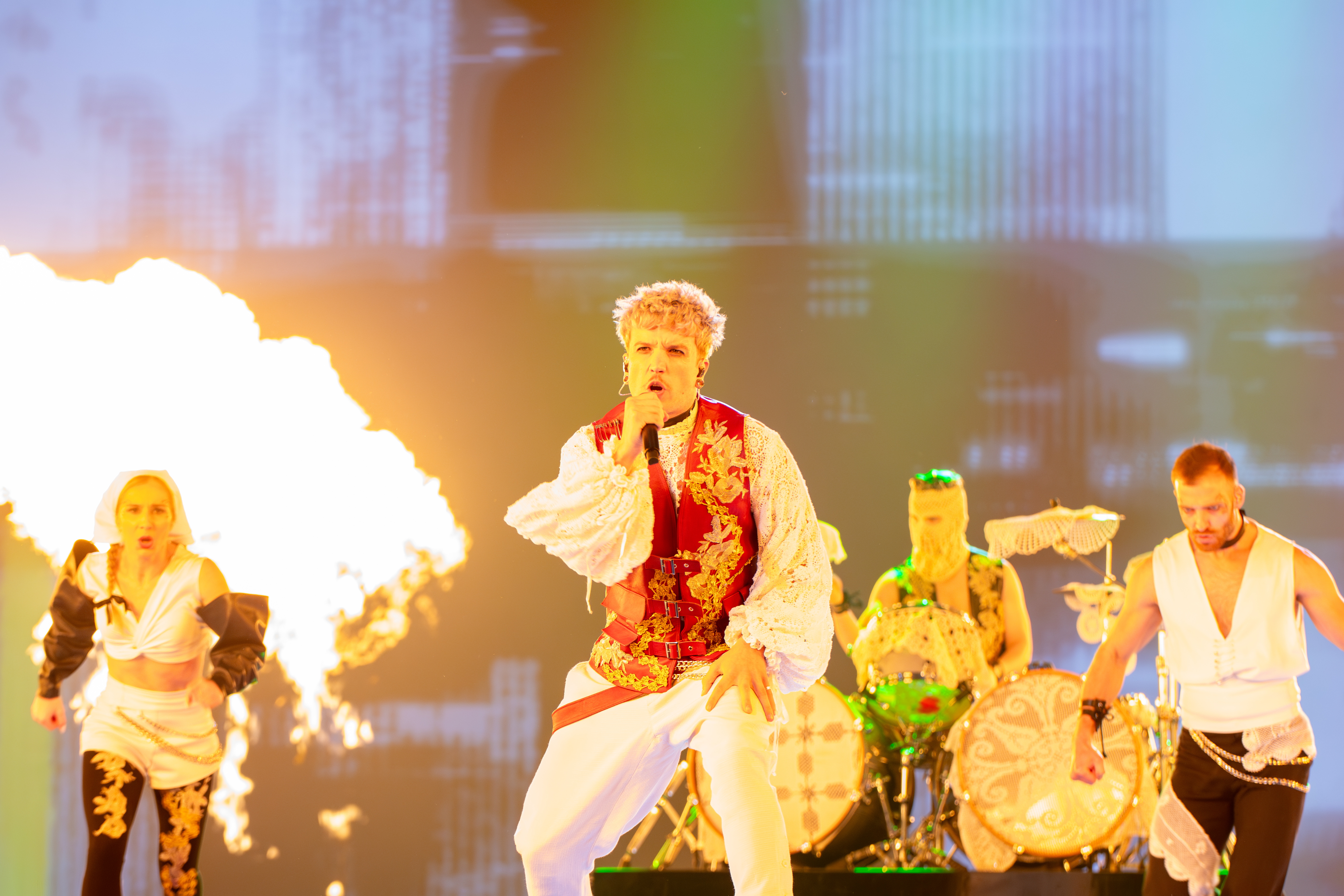
Baby Lasagna in Malmö (2024)

1993 · 1994 · 1995 · 1996 · 1997 · 1998 · 1999 · 2000 · 2001 · 2002 · 2003 · 2004 · 2005 · 2006 · 2007 · 2008 · 2009 · 2010 · 2011 · 2012 · 2013 · 2014-2015 · 2016 · 2017 · 2018 · 2019 · 2020 · 2021 · 2022 · 2023 · 2024 · 2025